# 黑邊布氏鰏
黑邊布氏鰏（学名：Eubleekeria splendens），又稱黑邊鰏、台灣鰏，俗名碗米仔、金錢仔，為鰏科布氏鰏屬的其中一個種。

## 分布
本魚分布於印度太平洋區，包括東非、馬達加斯加、模里西斯、塞席爾群島、亞丁灣、紅海、馬爾地夫、巴基斯坦、印度、斯里蘭卡、孟加拉灣、安達曼海、泰國、越南、馬來西亞、柬埔寨、台灣、中國沿海、日本、韓國、菲律賓、印尼、澳洲、新幾內亞、馬里亞納群島、馬紹爾群島、帛琉、密克羅尼西亞、所羅門群島、諾魯、新喀里多尼亞等海域。

## 棲息
生活於咸淡水域，水深10至100公尺，底棲，河海洄游。

## 特徵
本魚全身銀白色，體呈橢圓而側扁，體高甚大。背鰭硬棘部之邊緣具黑色，吻部密佈黑斑。全身被小型鱗片，深埋於皮中，不易脫落。側線完整而高位，口能伸縮自如，在水中取食時，會發出「波波」的聲音。眼前有小棘2枚。背鰭硬棘8枚、軟條16枚；臀鰭硬棘3枚、軟條14枚。體長可達14公分。

## 生態
本魚屬於小型熱帶沿岸肉食性魚類，喜棲息在沿岸沙泥地、河口及內灣，常與其他種類聚集成群一起覓食，以底棲生物及浮游生物為食。

## 經濟利用
小型食用魚，經濟價值較差，通常當做下雜魚處理。